# Heinrich Pagels

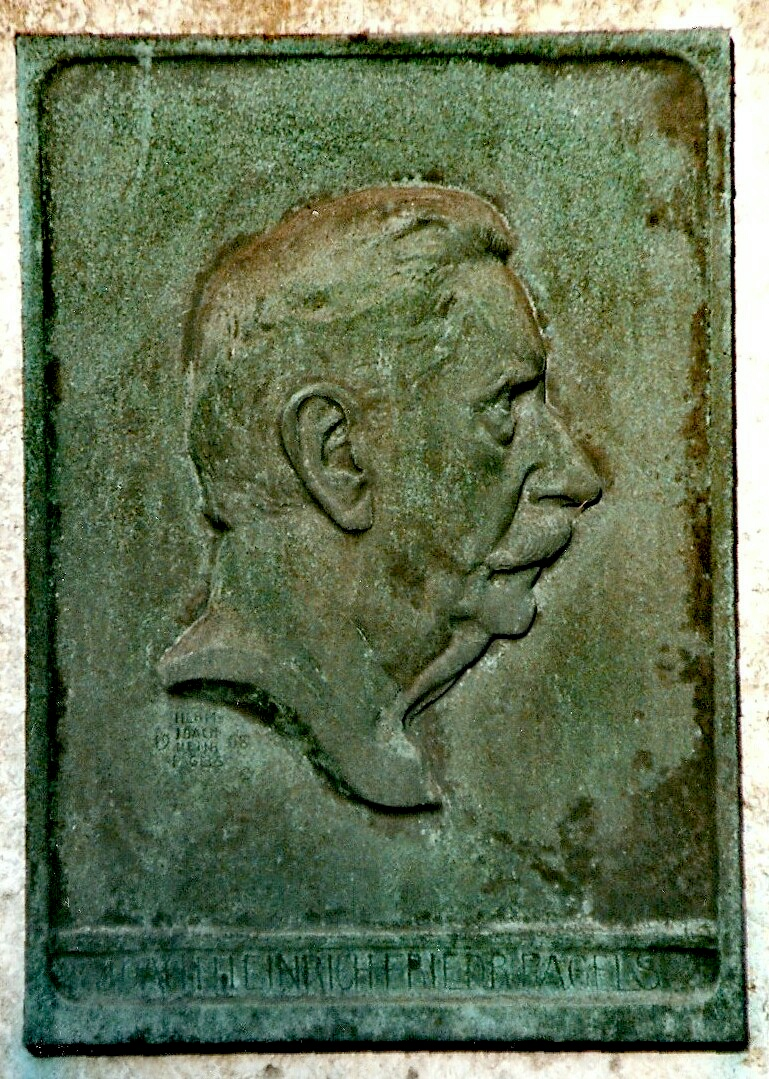
Heinrich Pagels, Relief vom Familiengrab

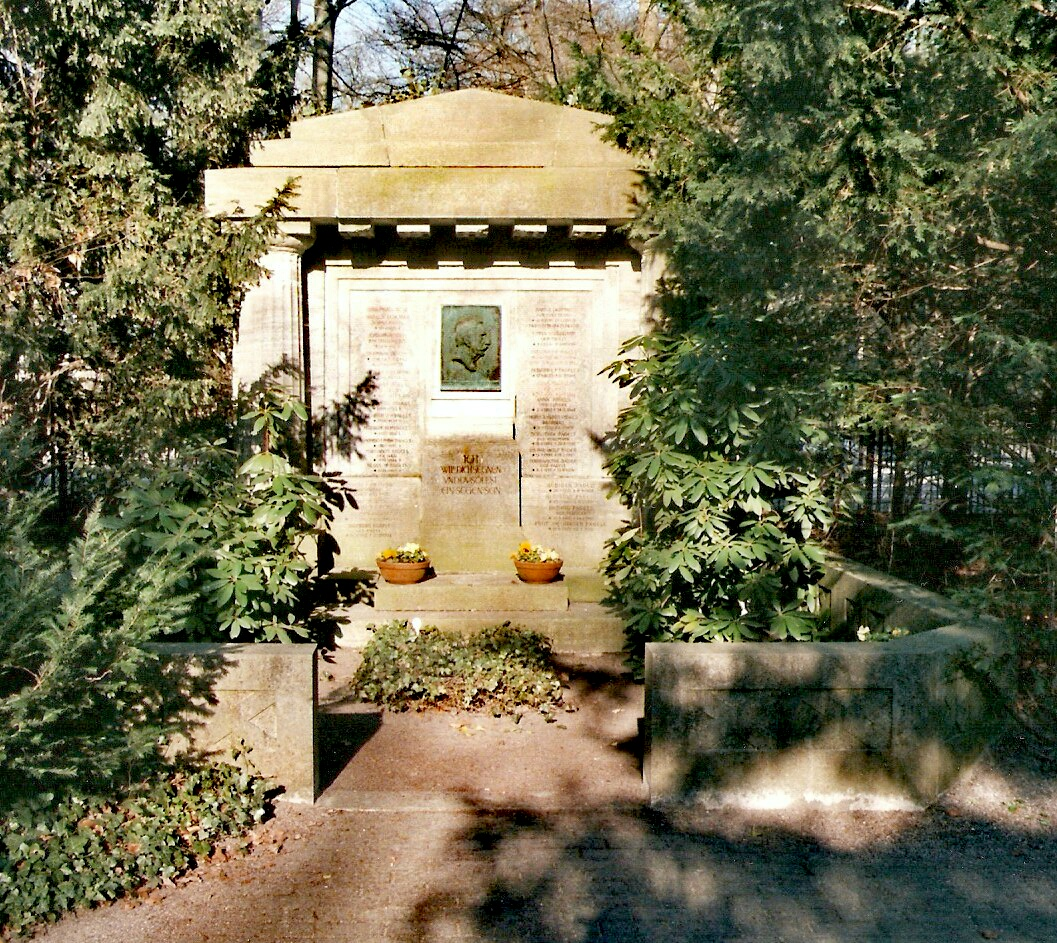
Pagels'sches Familiengrab

Geschäftshaus Breite Straße 91–93 (1906)

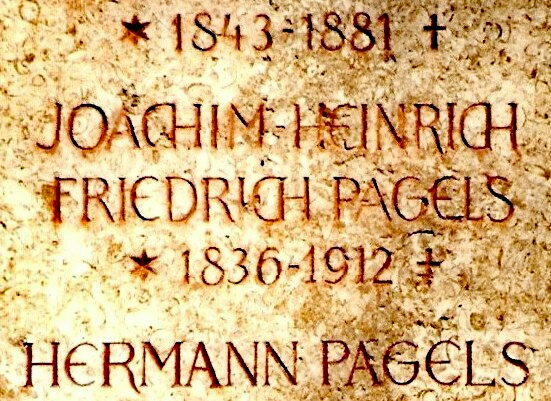
Familiengrab: Detail

Joachim Heinrich Friedrich Pagels (* 26. Oktober 1836 in Niederbüssau; † 12. März 1912 Lübeck) war Seniorchef der Firma Heinr. Pagels.

## Leben
Heinrich Pagels entstammte einem alten niedersächsischem Bauerngeschlecht, das seit dem 18. Jahrhundert in Niederbüssau ansässig war.
Nach seiner Konfirmation siedelte er nach Lübeck über um beim Geschäft Hintz am Koberg eine fünfjährige Lehrzeit durchzumachen.
Einer der Ludwig Ewers’schen Protagonisten aus dessen 1926 erschienenen Roman Die Großvaterstadt machte seine fünfjährige Lehrzeit beim Geschäft Bade am Koberg. Das Geschäft Hintz diente diesem als Vorlage.
Nach der Lehrzeit blieb Heinrich vier Jahre lang als Kommis in dem Geschäft, um dann eine Stellung in dem in der Mühlenstraße gelegenen Geschäft des Konsuls Pfeiffer anzutreten.
18 Monate später machte er sich selbstständig und gründete mit einem Kompagnon anno 1862 die Firma Behrens & Pagels. Diese ging vier Jahre später unter der Firma Heinr. Pagels auf ihn alleine über.
Dem Anschluss Lübecks an den Zollverein verdankte das Unternehmen sein rasches Aufblühen und noch mehr dem neu erstandenen Deutschen Reich.
Dem so fundiertem Unternehmen konnten die Gründerjahre nicht gefährlich werden und es entwickelte sich nicht nur zu einem der größten seiner Art im Norden, sondern in ganz Deutschland.
Die Räume des Stammhauses in der Breiten Straße, dem vorherigen Gasthofs König von England, erwiesen sich bald als zu gering.
Einer seiner Söhne, der Bildhauer Hermann Joachim Pagels, erschuf 1908 ein Relief von dem Patriarchen. Es ziert das ebenfalls von ihm geschaffene Familiengrab.
Am 15. März 1912 wurde er auf dem allgemeinen Gottesacker nahe dem Wald, den er, wie Herr Hennings im Pagels’schem Nachruf der Lübeckischen Blätter betont, so sehr liebte, beerdigt.